# Glauc de Lemnos
Glauc de Lemnos (grec antic: Γλαῦκος, Glâukos, llatí: Glaucus) fou un escultor distingit de l'antiga Grècia nascut a l'illa de Lemnos conegut gràcies a Esteve de Bizanci, que diu que va pertànyer a l'escola d'art de Samos. Sovint és confós amb Glauc de Quios, però semblen personatges diferents.